# Ceretta araba

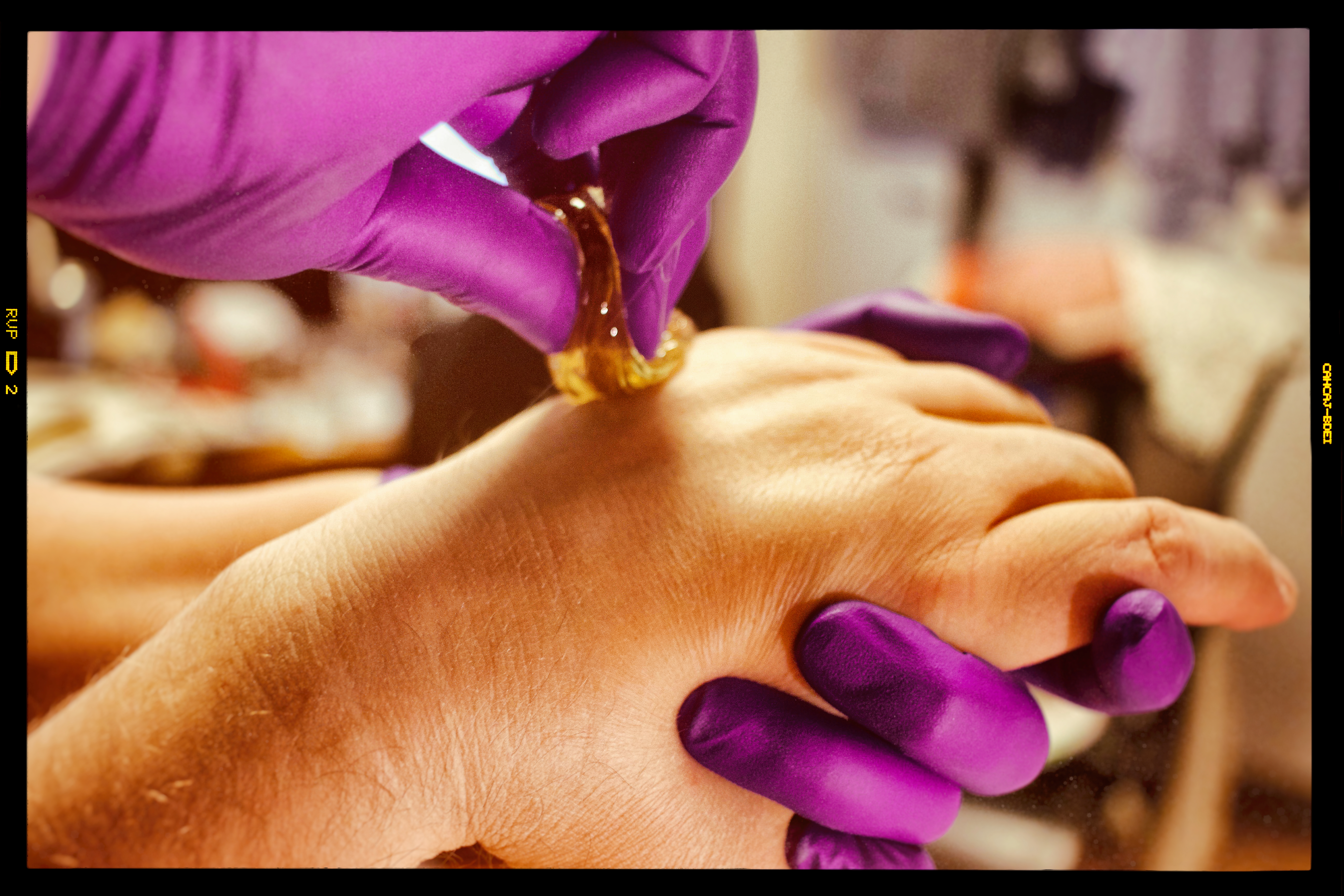
Depilazione con ceretta araba su una mano

La ceretta araba o ceretta a freddo è un metodo di epilazione a freddo che utilizza la cosiddetta cera araba o cera persiana. Altri nomi con cui è conosciuta sono: ceretta orientale, ceretta persiana, ceretta al caramello e oro di Cleopatra. In arabo è detta sokkar e halawa. In inglese conosciuta anche come sugaring, sugar waxing o persian waxing.

## Storia
Usata fin dall'Antico Egitto e per secoli, veniva preparata a partire da un composto contenente miele; solo in seguito vennero usati lo zucchero e il limone come elemento chiave della ceretta. Alcune fonti sosterrebbero che sia la forma più antica di ceretta mai utilizzata, risalendo al 1900 a.C., e che veniva usata anche dalla regina Cleopatra.
Dall’Egitto, tale tecnica si è poi diffusa in Grecia, dove veniva utilizzata soprattutto dagli uomini che praticavano sport, in abbinamento a unguenti che ritardavano la crescita del pelo, e successivamente nell’impero romano, dove venne modificata arricchendola con oli e resina.

## Azione
La ceretta araba ha una tripla azione:
- esfoliazione, in quanto rimuove dalla pelle il primo strato, liberandola dalle cellule morte;
- epilazione, poiché elimina il pelo alla radice (epilazione) senza provocare traumi al follicolo e alla cute;
- drenaggio, in quanto la stesura tramite la mano si serve di tecniche e metodiche tipiche dei massaggi drenanti.[4]